# Самаркандский областной театр музыки и драмы имени Хамида Алимджана
Самаркандский областной театр музыки и драмы имени Хамида Алимджана (узб. Hamid Olimjon nomidagi Samarqand viloyat musiqa va drama teatri) — крупнейший театр Самарканда, и один из крупнейших театров Узбекистана. Назван в честь выдающегося узбекского поэта, писателя и драматурга — Хамида Алимджана. 

## История
Театр был основан в 1914 году русскими, узбекскими и таджикскими актёрами и любителями искусства. 15 января того же года был разыгран первый спектакль в театре. Для постановки было выбрано сочинение Махмуд Ходжи Бухбуди — «Падаркуш». Режиссёрами и руководителями этого спектакля и труппы были сам Махмуд Ходжа Бехбуди и Абдулрахим Бадри. В 1918 году многоязычный театр стал узбекским, а в 1920 году стал «Мусульманской агитационной группой». В 1930 году было решено перевести узбекский театр в Ташкент, в связи с чем  любительские театральные коллективы  «Мусульманская агитационная группа» и «Кук куйлак» основали «Самаркандский областной узбекский театр музыки и драмы». Главой театра был назначен Х. Нарзикулов, режиссёром С. Джурабаев, а художественным руководителем С. Абдулла. В те годы в театре было около 30 актёров и актрис.
Именно с начала 1930-х годов театр стал более активно работать и привлекать людей. Первым спектаклем того периоды была музыкальная драма Саида Абдуллы - «Богбон кизи» (рус. Дочь садовника). После успеха этого спектакля последовали другие,  которые впоследствии тоже стали популярны. Среди них: «Халима», «Уртоклар» (рус. Товарищи), «Ут билан уйнашмангиз» (рус. Не играйте с огнём). Кроме своих произведений, в театре были ставили известные советские пьесы, такие как: «Любовь Яровая» Константина Тренёва, «Платон Кречет» Александра Корнейчука  и другие.
В 1938 году для придания театру профессионализма его художественным руководителем был назначен режиссёр театра Хамзы — Бобо Ходжаев. В 1939 году театр провел гастроли в Ташкенте, где были сыграны такие спектакли как: «Адолат» (рус. Справедливость), «Гульсара», «Номус» (рус. Честь). По итогам этих гастролей актёрам А. Джураеву, З. Садыкову, И. Болтаеву и И. Шквалову было присвоено звание заслуженного артиста Узбекской ССР. В 1940 году театр впервые начинает работать с оркестром. Во время второй мировой войны театр включал в свой репертуар пьесы патриотического содержания. 
Второе рождение театра произошло в 1964 году, когда было достроено и открыто сегодняшнее здание театра. В новом здании имеется большой двухэтажный зал, рассчитанный на 940 мест. Основу труппы нового театра составляли выпускники Ташкентской консерватории, театрального института им. А. Н. Островского и хореографического училища, а также артисты самого театра. Новым художественным руководителем театра стал приглашенный из Ташкента Мухтар Ашрафи.

## Сегодняшнее состояние
В 1991 году, после обретения Узбекистаном независимости, театр был объединен с «Самаркандским государственным театром оперы и балета» и стал называться «Самаркандским областным театром музыки и драмы имени Хамида Алимджана». В театре кроме основного драматического коллектива, функционируют оркестр, хор и балет. В репертуаре театра имеются балетные спектакли такие, как «Самаркандская легенда» Георгия Мушеля и «Шёлковый путь» Махмуда Вафоева. В настоящее время в театре имеется 214 штатных единиц, из которых 185 — творческие и технические работники. Шесть человек имеют звание Заслуженного артиста Республики Узбекистан, один — звание Заслуженного деятеля искусства Республики Узбекистан.

## Награды
- Орден Трудового Красного Знамени (28 февраля 1978 года) — за заслуги в развитии советского театрального искусства[6].